# Ariel Cozzoni
Ariel Osvaldo Cozzoni (Rosario, 21 gennaio 1964) è un ex calciatore argentino, di ruolo attaccante.

## Palmarès

### Club

#### Competizioni nazionali
- Campionato argentino: 2

Newell's Old Boys: 1987-1988, 1990-1991

### Individuale
- Capocannoniere del campionato argentino: 1

1989-1990 (23 reti)